# سوئیت اما برت
"سوئیت اما" برت (انگلیسی: "Sweet Emma" Barrett; ۲۵ مارس ۱۸۹۷ – ۲۸ ژانویهٔ ۱۹۸۳) خواننده، موسیقی‌دان و نوازنده پیانو خود-آموز اهل ایالات متحده آمریکا بود.
از فیلم‌ها یا برنامه‌های تلویزیونی که وی در آن نقش داشته‌است می‌توان به بچه سینسیناتی اشاره کرد.